# Specie prossima alla minaccia

La categoria Prossimo alla Minaccia nella versione 3.1 del 2008 della Lista Rossa della IUCN.

Una specie si considera prossima alla minaccia (abbreviato ufficialmente come NT dal nome originale in inglese, Near Threatened) quando, pur essendo stata valutata dalla IUCN, non soddisfa i criteri delle categorie vulnerabile, in pericolo o in pericolo critico della Lista Rossa elaborata dall'organizzazione, anche se è vicina a esserlo o si prevede che lo sarà in un futuro prossimo.

La categoria Prossimo alla Minaccia nella versione 2.3 del 1994 della Lista Rossa della IUCN.

Questa categoria comprende anche quelle specie che dipendono da misure di protezione per evitare di essere inserite in una delle categorie che indicano uno dei vari livelli di minaccia. Nella versione 2.3 della lista queste specie venivano considerate all'interno della categoria Dipendente dalla Conservazione, e Prossimo alla Minaccia era una sottocategoria di «Basso Rischio» (LR), e la sua abbreviazione ufficiale era LR/nt o (nt).
Nella versione 2015 della Lista Rossa, la categoria Prossimo alla Minaccia comprendeva 3547 taxa di animali e 1583 di piante. Tra le specie che figurano in questa categoria vi sono la lontra europea, il pinguino imperatore e il crisocione.